# Agaricus subrufescens
Agaricus subrufescens är en svampart som beskrevs av Peck 1894. Agaricus subrufescens ingår i släktet champinjoner och familjen Agaricaceae.   Inga underarter finns listade i Catalogue of Life.

## Källor

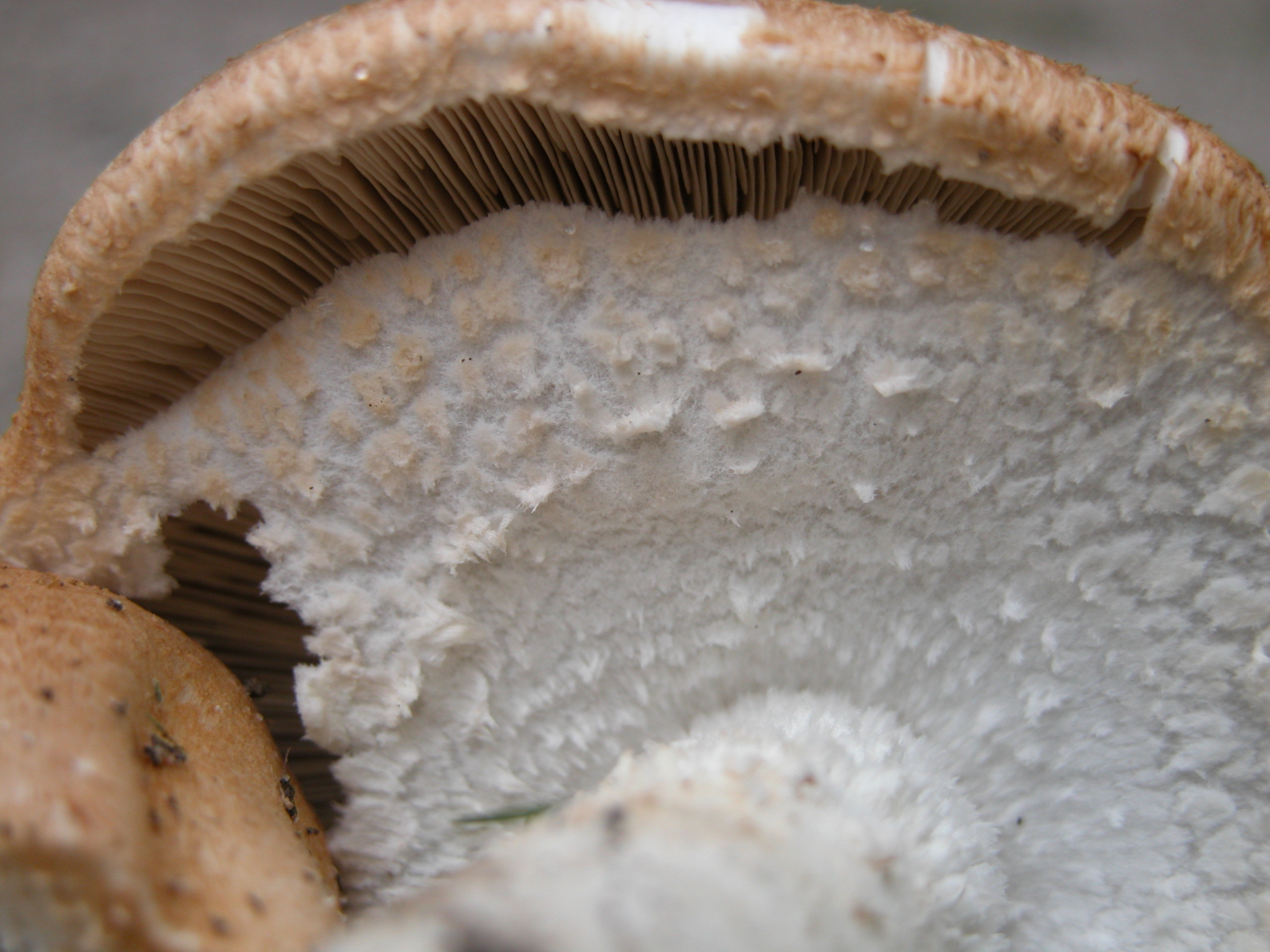
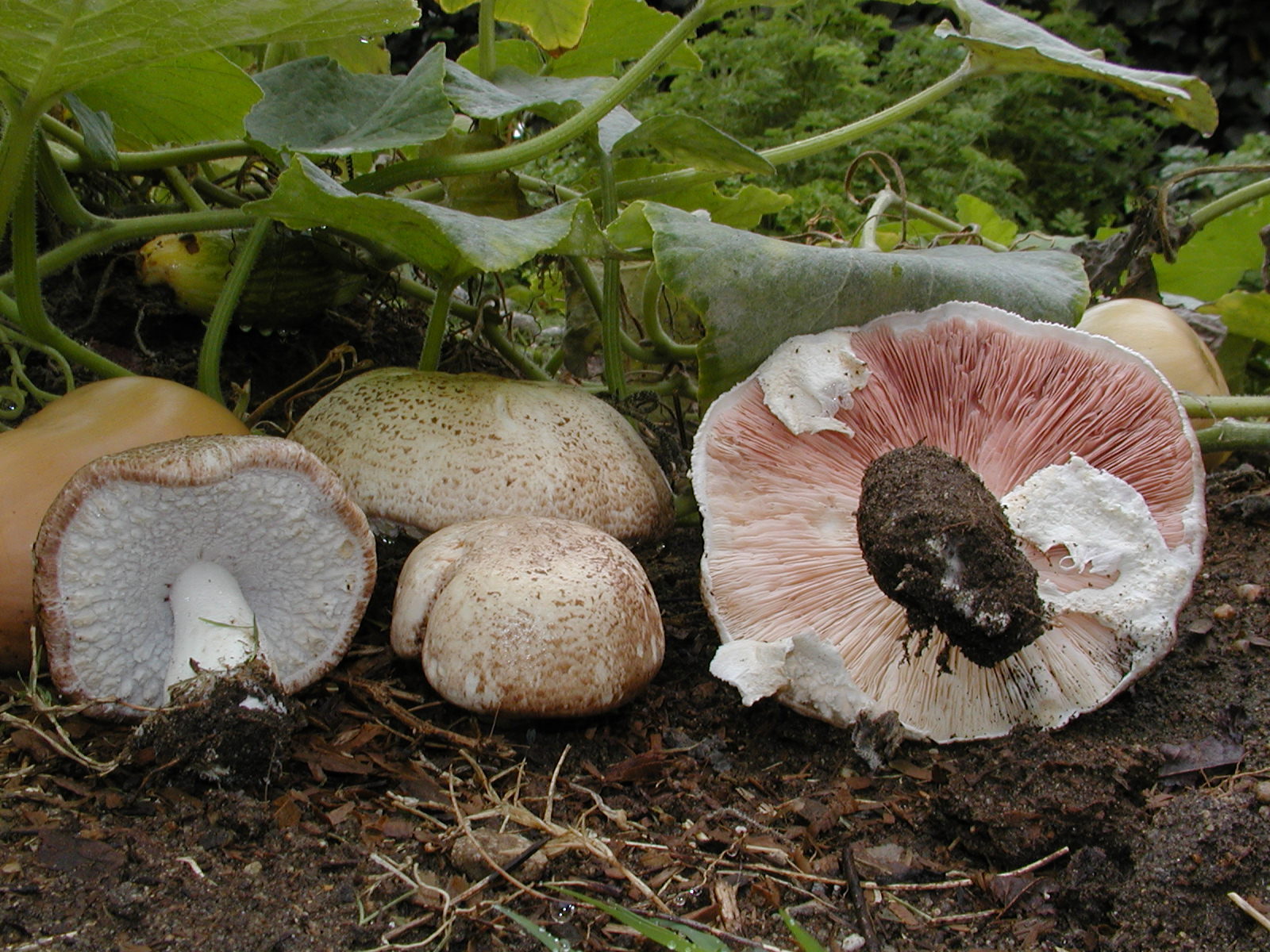